# Le Monde libertaire

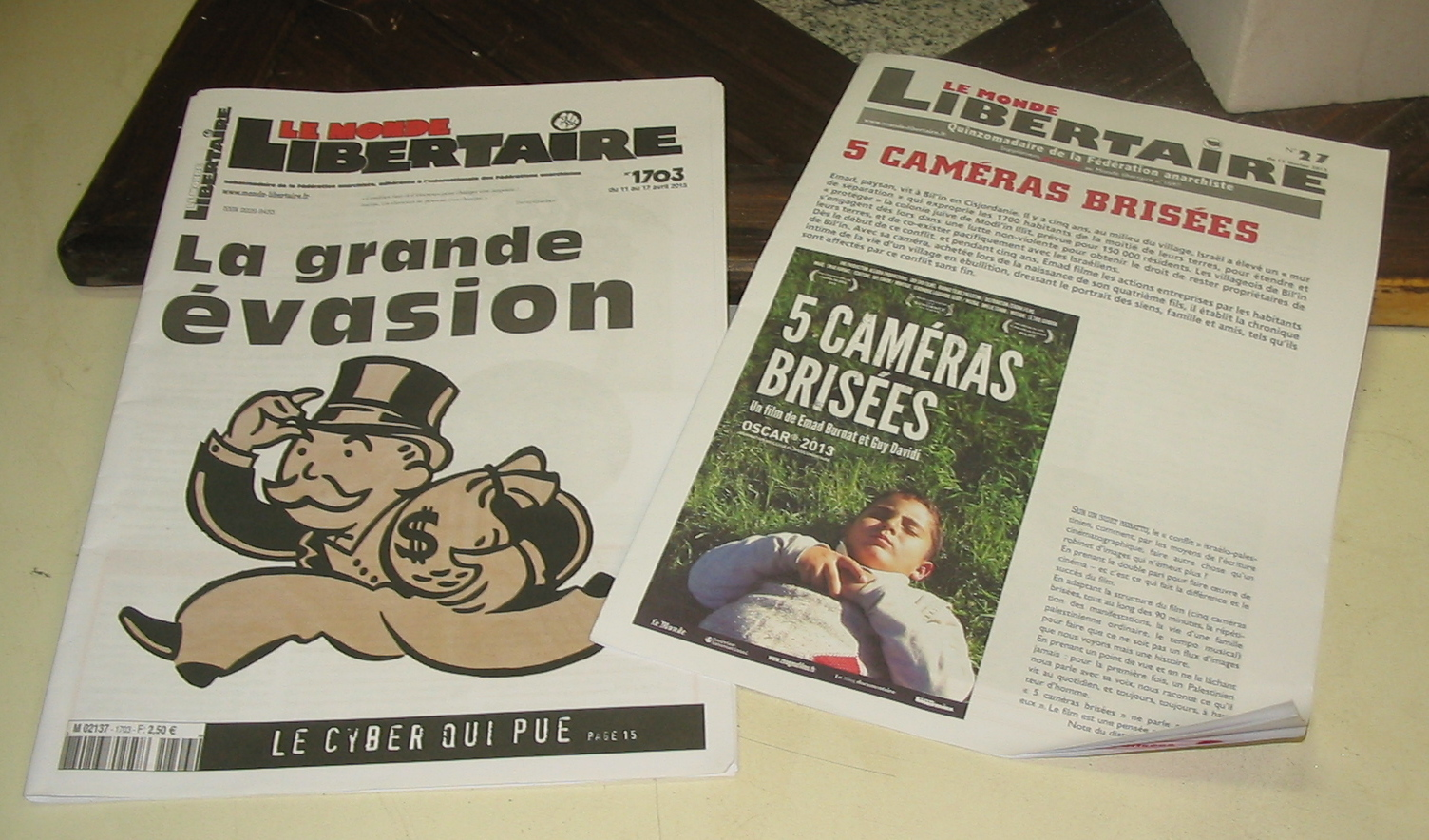
Unes du Monde libertaire.

Le Monde libertaire est l'organe mensuel puis hebdomadaire de la Fédération anarchiste, depuis cinquante ans. À certaines périodes, la diffusion du journal a atteint 100 000 exemplaires. Créé sous ce nom en 1954, il est le direct héritier du journal Le Libertaire, fondé en 1858 à New York et auquel avaient collaboré des personnalités telles que Louise Michel, Georges Brassens, André Breton et Albert Camus.

## Histoire
Le Monde libertaire se réclame de la filiation, entre autres, du Libertaire créé en 1895 par Sébastien Faure, et dont l'ancêtre remonte à 1858.
Joseph Déjacque crée Le Libertaire en 1858 aux États-Unis alors qu'il est écrivain et journaliste réfugié aux États-Unis après le coup d'État du 2 décembre 1851 de Louis-Napoléon Bonaparte. Il paraît jusqu'en 1861.
Le 16 novembre 1895, en France, Sébastien Faure, avec le parrainage de Louise Michel, crée un nouveau journal titré Le Libertaire. Il paraît sous forme hebdomadaire jusqu'en 1899 où l'hebdomadaire est remplacé par un quotidien : Le Journal du peuple. Celui-ci, qui se consacre surtout à l'affaire Dreyfus et au procès de Rennes, paraît jusqu'en décembre (299 numéros). À partir d'août de la même année, Le Libertaire « illustré » paraît hebdomadairement comme supplément au quotidien. Il continue sa vie à l'arrêt de ce dernier jusqu'en août 1914, ses positions antimilitaristes entraînent l’arrêt de sa parution, après 960 numéros.
Après une tentative réfractaire en 1917, la parution reprend en 1919 et sans interruption jusqu'en 1939 : la parution doit à nouveau s'arrêter avec la guerre. Elle est, de décembre 1923 à mars 1925, une nouvelle fois quotidienne pour 479 numéros.
Le 21 décembre 1944, Le Libertaire reparaît d'abord suivant une parution irrégulière puis bimensuelle due aux restrictions de papier. Il reprend sa forme hebdomadaire à partir d'avril 1946. C'est l'âge d'or du Libertaire, où collaborent alors entre autres Georges Brassens — qui est même un des permanents du journal — Léo Ferré, André Breton, Armand Robin, Benjamin Péret et Albert Camus.
Après une scission-exclusion en 1953, Le Libertaire devient l’organe de la Fédération communiste libertaire (FCL). Son soutien aux indépendantistes algériens lui vaut des procès intentés par l'État français. Lors du conseil national du 17 juillet 1956, la FCL se résout à « suspendre » la parution du Libertaire à cause des dettes accumulées. L’hebdomadaire ne reparaît plus.
À la suite de la crise organisationnelle de 1954, une Fédération anarchiste est reconstituée et fonde, en octobre, Le Monde libertaire. La crise a été dure et Le Monde libertaire reste mensuel jusqu'en septembre 1977. Il redevient hebdomadaire le 6 octobre suivant.
Fin 2002, paraît le hors-série no 22 daté du 19 décembre 2002 au 8 janvier 2003, numéro suivi d’une parution sous une nouvelle forme et en couleur dans un format magazine.
En octobre 2004, Le Monde libertaire souffle sa cinquantième bougie. Pour fêter l'événement est publié un recueil d'articles (plus de 400 pages) sous le titre Et pourtant ils existent ! 1954-2004 : Le Monde libertaire a 50 ans, éditions Le Cherche midi.
Fin 2011, lors de son Congrès extraordinaire de Paris, la Fédération anarchiste décide d'éditer, en plus du Monde libertaire hebdomadaire payant et diffusé en kiosque de 24 pages, un Monde libertaire hebdomadaire gratuit de 8 pages, uniquement distribué par ses militants et ses sympathisants. Le premier numéro de ce titre gratuit sort en janvier 2012.
Lors de son 70e Congrès à Rouen en 2012, la Fédération anarchiste décide d'éditer une version hors-série du Monde libertaire à parution bimestrielle en plus de la version classique hebdomadaire et de la version gratuite quinzomadaire. Une édition web est également accessible sur le site internet du Monde libertaire.
En août 2014, Le Monde libertaire rejoint la blogosphère Mediapart.

## Collaborateurs historiques
- Joseph Déjacque
- Sébastien Faure
- Louise Michel
- Georges Brassens
- Léo Ferré
- André Breton
- Armand Robin
- Benjamin Péret
- Albert Camus
- Hellyette Bess